# Symmetrisches Polynom
In der Mathematik heißt ein Polynom in mehreren Unbestimmten symmetrisch, wenn man die Unbestimmten untereinander vertauschen kann, ohne das Polynom zu verändern.

## Formale Definition
Es sei {\displaystyle n\geq 0} eine natürliche Zahl, {\displaystyle A} ein Ring mit Eins und {\displaystyle P:=A[x_{1},\ldots ,x_{n}]} der Polynomring in {\displaystyle n} Unbestimmten über {\displaystyle A}. Dann heißt ein Polynom {\displaystyle p\in P} symmetrisch in {\displaystyle x_{1},\ldots ,x_{n}}, wenn
{\displaystyle p(x_{\pi (1)},\ldots ,x_{\pi (n)})=p(x_{1},\ldots ,x_{n})}       (1)
für alle Permutationen {\displaystyle \pi } aus der symmetrischen Gruppe {\displaystyle S_{n}}
gilt.
Fall {\displaystyle n=0}: Die Gruppe {\displaystyle S_{0}} ist leer, also ist (1) für alle {\displaystyle \pi \in S_{0}} und damit auch für alle „Polynome“ aus {\displaystyle P=A} erfüllt.
Fall {\displaystyle n=1}: Die Gruppe {\displaystyle S_{1}} besteht ausschließlich aus der identischen Abbildung, die jedes Polynom auf sich selbst abbildet. Damit ist (1) für jedes Polynom {\displaystyle p\in P=A[x_{1}]} erfüllt.
Für {\displaystyle n\geq 2} sind zu (1) äquivalente Beschreibungen:
- Für alle {\displaystyle k\neq m} ist

{\displaystyle p(x_{1},\ldots ,x_{k-1},x_{k},x_{k+1}\ldots ,x_{m-1},x_{m},x_{m+1},\ldots ,x_{n})=p(x_{1},\ldots ,x_{k-1},x_{m},x_{k+1},\ldots ,x_{m-1},x_{k},x_{m+1},\ldots ,x_{n}),}
das heißt, man kann zwei beliebige Unbestimmte gegeneinander austauschen.
- Es sei

{\displaystyle p=\sum _{\alpha _{1}\geq 0,\ldots ,\alpha _{n}\geq 0}a_{\alpha _{1},\ldots ,\alpha _{n}}x_{1}^{\alpha _{1}}\cdots x_{n}^{\alpha _{n}}.}
Dann ist {\displaystyle p} genau dann symmetrisch, wenn
{\displaystyle a_{\alpha _{1},\ldots ,\alpha _{n}}=a_{\alpha _{\pi (1)},\ldots ,\alpha _{\pi (n)}}} für alle {\displaystyle \pi \in S_{n}}
gilt. Anschaulich bedeutet das, dass der Koeffizient eines Monoms von {\displaystyle p} nur davon abhängt, welche Exponenten wie oft vorkommen, und nicht, bei welchen Unbestimmten.
- Die symmetrische Gruppe {\displaystyle S_{n}} operiert durch

{\displaystyle (\pi p)(x_{1},\ldots ,x_{n})=p(x_{\pi (1)},\ldots ,x_{\pi (n)})}
auf dem Polynomring {\displaystyle A[x_{1},\ldots ,x_{n}]}. Ein Polynom ist genau dann symmetrisch, wenn es invariant unter dieser Operation ist, d. h., wenn
{\displaystyle \pi p=p} für alle {\displaystyle \pi \in S_{n}}
gilt. Eine mögliche Schreibweise für den Ring der symmetrischen Polynome ist deshalb
{\displaystyle A[x_{1},\ldots ,x_{n}]^{S_{n}}.}

## Eigenschaften
Offensichtlich ist sowohl die Summe als auch das Produkt zweier symmetrischer Polynome wieder ein symmetrisches Polynom. Somit ist der Ring der symmetrischen Polynome {\displaystyle A[x_{1},\ldots ,x_{n}]^{S_{n}}} wiederum ein Ring mit Eins.
Die konstanten Polynome {\displaystyle p=a} mit {\displaystyle a\in A} sind trivialerweise symmetrisch.

## Körper der symmetrischen Polynome
Wir ersetzen nun den Grundring {\displaystyle A} durch einen Grundkörper {\displaystyle K}.
Der Körper der symmetrischen Funktionen {\displaystyle L} ist analog zu obiger Definition der Fixkörper unter {\displaystyle S_{n}}, also: {\displaystyle L=K(x_{1},\ldots ,x_{n})^{S_{n}}}.

Die Körpererweiterung {\displaystyle K(x_{1},\ldots ,x_{n})/L} ist galoissch mit Galoisgruppe {\displaystyle S_{n}} und hat damit Grad {\displaystyle n!~.}

## Beispiele
- Das Polynom {\displaystyle X+Y} ist symmetrisch in {\displaystyle X} und {\displaystyle Y}, jedoch nicht symmetrisch in {\displaystyle X,Y,Z}.
- Aus jedem beliebigen Polynom {\displaystyle p} in den Variablen {\displaystyle x_{1},\ldots ,x_{n}} lässt sich ein symmetrisches Polynom bilden, indem man die Bilder unter den Permutationen addiert, also:

{\displaystyle \sum _{\pi \in S_{n}}\pi (p)}
(s. a. unten § Monomisch erzeugte symmetrische Polynome).

## Spezielle symmetrische Polynome

### Elementarsymmetrische Polynome
Eine besonders wichtige Sorte symmetrischer Polynome sind die sog. elementarsymmetrischen Polynome.
Sie sind Grundbausteine der symmetrischen Polynome in dem Sinn, dass sich letztere stets als Polynom in ersteren ausdrücken lassen und dies auf nur eine Weise.
Zu jeder Anzahl (Symmetriegrad) {\displaystyle n} von Unbestimmten und jedem (Polynom-)Grad {\displaystyle k\leq n} gibt es genau ein elementarsymmetrisches Polynom {\displaystyle \sigma _{n,k}}.
Beispiele
- Die zwei elementarsymmetrischen Polynome in den Variablen {\displaystyle X}, {\displaystyle Y} sind

{\displaystyle \sigma _{2,1}=X+Y\qquad } sowie {\displaystyle \sigma _{2,2}=X\cdot Y}
- In drei Variablen {\displaystyle X}, {\displaystyle Y}, {\displaystyle Z} hat man die drei elementarsymmetrischen Polynome

{\displaystyle \sigma _{3,1}=X+Y+Z\qquad \sigma _{3,2}=X\cdot Y+X\cdot Z+Y\cdot Z\qquad \sigma _{3,3}=X\cdot Y\cdot Z}

### Potenzsummen
Mit den Potenzsummen
{\displaystyle s_{n,m}(x_{1},\ldots ,x_{n}):=x_{1}^{m}+\ldots +x_{n}^{m}}, {\displaystyle m=0,1,2,\ldots }
für {\displaystyle m\in \mathbb {N} } hat man eine weitere Sorte symmetrischer Polynome. Sie sind über die Newton-Identitäten mit den elementarsymmetrischen Polynomen {\displaystyle \sigma _{n,k}} verbunden. Für {\displaystyle m=1,2,3} hat man beispielsweise:
- {\displaystyle s_{n,1}=x_{1}+\dotsb +x_{n}=\sigma _{n,1}}
- {\displaystyle s_{n,2}=x_{1}^{2}+\dotsb +x_{n}^{2}=\sigma _{n,1}^{2}-2\sigma _{n,2}}
- {\displaystyle s_{n,3}=x_{1}^{3}+\dotsb +x_{n}^{3}=\sigma _{n,1}^{3}-3\sigma _{n,1}\sigma _{n,2}+3\sigma _{n,3}}

Und umgekehrt:
- {\displaystyle \sigma _{n,1}=s_{n,1}}
- {\displaystyle 2\sigma _{n,2}=s_{n,1}^{2}-s_{n,2}}
- {\displaystyle 6\sigma _{n,3}=s_{n,1}^{3}-3s_{n,1}s_{n,2}+2s_{n,3}}

Enthält der Ring {\displaystyle A} die rationalen Zahlen {\displaystyle \mathbb {Q} }, so gilt ein ähnlicher Satz wie bei den elementarsymmetrischen Polynomen:
- Jedes symmetrische Polynom lässt sich als Polynom in Potenzsummen schreiben.
- Diese Darstellung ist eindeutig.

### Monomial-symmetrische Polynome
Die monomial-symmetrischen Polynome (englisch monomial symmetric polynomials) sind für eine Folge {\displaystyle \lambda =(\lambda _{1},\ldots ,\lambda _{n})}, bestehend aus nichtnegativen ganzzahligen Gliedern {\displaystyle \lambda _{i}}, definiert als
{\displaystyle m_{\lambda }(x)=m_{\lambda }(x_{1},\ldots ,x_{n}):=\sum _{\alpha \sim \lambda }x^{\alpha }=\sum _{\alpha \sim \lambda }x_{1}^{\alpha _{1}}\cdot \ldots \cdot x_{n}^{\alpha _{n}}}
wobei {\displaystyle \alpha \sim \lambda } bedeutet, dass {\displaystyle \alpha =(\alpha _{1},\ldots ,\alpha _{n})} eine Permutation der Folgenglieder {\displaystyle \lambda _{1},\ldots ,\lambda _{n}} von {\displaystyle \lambda } ist. Da es beim Ergebnis der durch die Formel {\displaystyle m_{\lambda }(x)} definierten Menge ganz wesentlich auf die Vielfachheit {\displaystyle k_{i}} eines Gliedes (Exponenten) {\displaystyle \lambda _{i}} innerhalb der Folge {\displaystyle \lambda } ankommt, wird die Menge {\displaystyle m_{\lambda }(x)} besonders deutlich charakterisiert, wenn man die Folge
{\displaystyle \lambda _{1}\geq \cdots >\lambda _{i}=\dots =\lambda _{j}>\cdots \geq \lambda _{n}}
mit sortierten Gliedern notiert (hier absteigend, oder noch deutlicher streng absteigend: bspw. als {\displaystyle \lambda _{1}^{k_{1}}>\cdots >\lambda _{s}^{k_{s}}} mit hochgestellten Vielfachheiten {\displaystyle k_{i}}. Durch die Sortierung erhält die Folge eine Struktur, die die Permutierbarkeit der Potenzen mit gleichen Exponenten und damit eine „Partitionierung“ der Ganzzahl {\displaystyle n} in gleichartige Abschnitte deutlicher herausbringt. Näheres zur Partitionierung von Ganzzahlen findet sich bspw. im Artikel Young-Tableau). Die Gesamtzahl der verschiedenen Monome des symmetrischen Polynoms {\displaystyle m_{\lambda }(x)} lässt sich dann wie folgt berechnen: Sei {\displaystyle k_{i}:=j-i+1} die Vielfachheit des Gliedes {\displaystyle \lambda _{i}} innerhalb der Folge {\displaystyle \lambda }, dann hat wegen {\displaystyle n=\textstyle \sum k_{i}=k_{1}+\ldots +k_{s}} nach der abzählenden Kombinatorik das Polynom {\displaystyle m_{\lambda }(x)} genau
{\displaystyle {\frac {(k_{1}+\ldots +k_{s})!}{k_{1}!\cdot \ldots \cdot k_{s}!}}={\frac {n!}{k_{1}!\cdot \ldots \cdot k_{s}!}}={\binom {n}{k_{1},\ldots ,k_{s}}}}
Monome.
Bemerkung
Jedes symmetrische Polynom lässt sich als (endliche) Summe von monomial-symmetrischen schreiben. Denn mit jedem Monom {\displaystyle a_{\lambda _{1},\ldots ,\lambda _{n}}\!\cdot x_{1}^{\lambda _{1}}\cdot \ldots \cdot x_{n}^{\lambda _{n}}} enthält es genau wie {\displaystyle m_{\lambda }(x_{1},\ldots ,x_{n})} gemäß →dieser Charakterisierung auch alle Permutationen {\displaystyle a_{\lambda _{1},\ldots ,\lambda _{n}}\!\cdot x_{1}^{\lambda _{\pi (1)}}\cdot \ldots \cdot x_{n}^{\lambda _{\pi (n)}}} von dessen Exponenten.
Beispiele
| monomial- symmetrisch                                      | andere Form                                         | ausgeschrieben                                                                                              | Anzahl Monome                    | Parti- tionen                 |
| ---------------------------------------------------------- | --------------------------------------------------- | --- | -------------------------------- | ----------------------------- |
| {\displaystyle m_{(1,0,0,\ldots ,0)}(x_{1},\ldots ,x_{n})} | {\displaystyle =\sigma _{n,1}(x_{1},\ldots ,x_{n})} | {\displaystyle =x_{1}+\dots +x_{n}}                                                                         | {\displaystyle n}                | {\displaystyle (1,n\!-\!1)}   |
| {\displaystyle m_{(1,1,0,\ldots ,0)}(x_{1},\ldots ,x_{n})} | {\displaystyle =\sigma _{n,2}(x_{1},\ldots ,x_{n})} | {\displaystyle =x_{1}x_{2}+x_{1}x_{3}+\dots +x_{2}x_{3}+\dots +x_{n-1}x_{n}}                                | {\displaystyle {\tbinom {n}{2}}} | {\displaystyle (2,n\!-\!2)}   |
| {\displaystyle m_{(1,1,1,\ldots ,1)}(x_{1},\ldots ,x_{n})} | {\displaystyle =\sigma _{n,n}(x_{1},\ldots ,x_{n})} | {\displaystyle =x_{1}\cdot \ldots \cdot x_{n}}                                                              | {\displaystyle 1}                | {\displaystyle (1)}           |
| {\displaystyle m_{(k,0,0,\ldots ,0)}(x_{1},\ldots ,x_{n})} | {\displaystyle =s_{n,k}(x_{1},\ldots ,x_{n})}       | {\displaystyle =x_{1}^{k}+\dots +x_{n}^{k}}                                                                 | {\displaystyle n}                | {\displaystyle (1,n\!-\!1)}   |
| {\displaystyle m_{(2,1,0,\ldots ,0)}(x_{1},\ldots ,x_{n})} |                                                     | {\displaystyle =x_{1}^{2}x_{2}+x_{1}^{2}x_{3}+\dots +x_{1}x_{2}^{2}+x_{2}^{2}x_{3}+\dots +x_{n-1}x_{n}^{2}} | {\displaystyle n(n-1)}           | {\displaystyle (1,1,n\!-\!2)} |
| {\displaystyle m_{(2,1,1)}(x_{1},x_{2},x_{3})}             |                                                     | {\displaystyle =x_{1}^{2}x_{2}x_{3}+x_{1}x_{2}^{2}x_{3}+x_{1}x_{2}x_{3}^{2}}                                | {\displaystyle 3}                | {\displaystyle (1,2)}         |

Die Reihenfolge der Partitionen entspricht der der Exponenten (erste Spalte). In den ersten 5 Zeilen partitionieren sie die Zahl {\displaystyle n}.

### Macdonald-Polynome
Die Macdonald-Polynome sind eine Familie symmetrischer orthogonaler Polynome mit zugehörigen Gewichten {\displaystyle \lambda } eines Wurzelsystems und {\displaystyle q,t}-Deformationen der Schur-Funktionen.

### Schur-Polynome und stabile Grothendieck-Polynome
Schubert-Polynome sind Polynom-Darstellungen der Schubert-Klassen im Kohomologie-Ring der Fahnenmannigfaltigkeit.
Sei {\displaystyle V} ein {\displaystyle n}-dimensionaler {\displaystyle \mathbb {C} }-Vektorraum und bezeichne seine Fahnenmannigfaltigkeit als {\displaystyle {\mathcal {Fl}}V}. Sei {\displaystyle \omega \in S_{n}} und sei {\displaystyle X_{\omega }} die Schubert-Varietät und {\displaystyle [X_{\omega }]\in H^{2l(\omega )}({\mathcal {Fl}}V)} die Schubert-Klasse (die Poincaré-dual zu der Fundamentalklasse von {\displaystyle X_{\omega }} in {\displaystyle X_{*}({\mathcal {Fl}}V)} ist).
Sei {\displaystyle s_{i}} die Permutation {\displaystyle (x_{i},x_{i+1})} und {\displaystyle I} der Identitätsoperator, definiere den Symmetrisierungs-Operator
{\displaystyle \partial _{i}={\frac {I-s_{i}}{x_{i}-x_{i+1}}}}
auf dem Polynomring {\displaystyle \mathbb {Q} [x_{1},\dots ,x_{n}]}.
Sei {\displaystyle \omega \in S_{n}} und {\displaystyle \omega =s_{a_{1}}\cdots s_{a_{n}}} seine reduzierte Darstellung, dann ist der Operator {\displaystyle \partial _{\omega }=\partial _{s_{a_{1}}}\cdots \partial _{s_{a_{n}}}} wohldefiniert und wenn {\displaystyle \omega =s_{a_{1}}\cdots s_{a_{q}}} nicht reduziert ist, dann ist {\displaystyle \partial _{s_{a_{1}}}\cdots \partial _{s_{a_{q}}}=0.}
Sei {\displaystyle \delta =(n-1,n-2,\dots ,1,0)} und {\displaystyle x^{\delta }=x_{1}^{n-1}x_{2}^{n-2}\cdots x_{n-1}}. Für jede Permutation {\displaystyle \omega \in S_{n}} ist das {\displaystyle [X_{\omega }]} repräsentierende Schubert-Polynom {\displaystyle {\mathcal {S}}_{\omega }} definiert als
{\displaystyle {\mathcal {S}}_{\omega }=\partial _{\omega ^{-1}\omega _{0}}x^{\delta }.}
Im Falle der Grassmannischen Subvarietät der vollständigen Fahnenmannigfaltigkeit, werden sie symmetrisch und Schur-Polynome genannt.

#### Schur-Polynome
Sei {\displaystyle m_{\mu }} ein monomial-symmetrisches Polynom mit zugehöriger Partition {\displaystyle \mu }. Dann sind die Schur-Polynome definiert als
{\displaystyle s_{\lambda }(x_{1},\dots ,x_{n})=\sum \limits _{\mu \vdash n}K_{\lambda \mu }m_{\mu }}
wobei {\displaystyle K_{\lambda \mu }} die Kostka-Nummern sind, d. h. die Anzahl semistandard Young-Tableau (SSYT) der Form {\displaystyle \lambda } mit Gewicht {\displaystyle \mu }.
Die Schur-Polynome besitzen eine natürliche determinantale Struktur durch die Weylsche Charakterformel. 
Eine weitere Definition ist die sogenannte Kostka-Definition der Schur-Polynome. Sei {\displaystyle T} ein SSYT vom Typ {\displaystyle \alpha =(\alpha _{1},\dots ,\alpha _{n})}, dann lautet die Kostka-Definition
{\displaystyle s_{\lambda }(x_{1},\dots ,x_{n})=\sum \limits _{T\in {\text{SSYT}}}x^{\alpha _{1}(T)}\cdots x^{\alpha _{n}(T)}.}

#### Stabile Grothendieck-Polynome
Grothendieck-Polynome sind inhomogenen Polynome, welche die Schubert-Polynome verallgemeinern. Sei {\displaystyle {\mathcal {O}}_{X_{\omega }}} die Struktur-Garbe der Schubert-Varietät {\displaystyle X_{\omega }}. Sei {\displaystyle \pi _{i}:=\partial _{i}(I-x_{i+1})}, die Grothendieck-Polynome {\displaystyle {\mathfrak {G}}_{\omega }} repräsentieren die Schubert-Klassen {\displaystyle [{\mathcal {O}}_{X_{\omega }}]} und sind definiert als
{\displaystyle {\mathfrak {G}}_{\omega }=\pi _{\omega ^{-1}\omega _{0}}x^{\delta }.}
Die symmetrischen stabilen Grothendieck-Polynome erhält man durch
{\displaystyle G_{\omega }(x):=\lim \limits _{k\to \infty }{\mathfrak {G}}_{1^{k}\times \omega }(x).}

## Ring der symmetrischen Funktionen
Sei {\displaystyle \Lambda _{N}=\mathbb {C} [x_{1},\dots ,x_{N}]^{S_{N}}} der Raum der symmetrischen Polynome und definiere die Abbildung {\displaystyle \pi _{N+1}:\mathbb {C} [x_{1},\dots ,x_{N+1}]\to \mathbb {C} [x_{1},\dots ,x_{N}]}, welche den Turm von graduierten Algebren erzeugt
{\displaystyle \mathbb {C} \leftarrow \Lambda _{1}\leftarrow \Lambda _{2}\leftarrow \Lambda _{3}\leftarrow \dots .}
Der Ring der symmetrischen Funktionen ist der projektive Limes
{\displaystyle \Lambda =\varprojlim _{N}\Lambda _{N}=\{(f_{1},f_{2},\dots ,):f_{j}\in \Lambda _{N},\pi _{j}f_{j}=f_{j-1},\operatorname {deg} (f_{j})\ {\text{beschränkt}}\}.}

### Spezialisierung
Sei {\displaystyle \Lambda } der Ring der symmetrischen Funktionen und {\displaystyle R} sei eine kommutative Algebra mit Einselement. Dann nennt man einen (Algebra)-Homomorphismus {\displaystyle \varphi :\Lambda \to R,\quad f\mapsto f(\varphi )} eine Spezialisierung.
Beispiel: 
- Sei {\displaystyle R=\mathbb {R} } und {\displaystyle \varphi (1_{\Lambda })=1_{R}}. Sei {\displaystyle f(x_{1},x_{2},\dots )} eine symmetrische Funktion, dann ist die Substitution {\displaystyle x_{1}=1,x_{2}=5,x_{3}=2} und {\displaystyle x_{i}=0,\forall i\geq 4} eine Spezialisierung.
- Sei {\displaystyle f(x_{1},x_{2},\dots )} eine symmetrische Funktion. Dann nennt man {\displaystyle f(1,q,q^{2},q^{3}\dots ,)} Hauptspezialisierung (englisch principal specialization) und notiert diese häufig als {\displaystyle \operatorname {ps} ^{q}(f)} oder {\displaystyle \operatorname {ps} (f)}. Analog definiert man auch {\displaystyle \operatorname {ps} _{k}^{q}(f):=f(1,q,q^{2},\dots ,q^{k-1})}.